# Lista de prefeitos de Patos

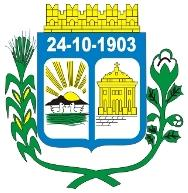
Patos, PB

Esta é uma Lista de Prefeitos e Vice-prefeitos da Cidade de Patos, estado da Paraíba.
O cargo de prefeito no Brasil, foi criado em 11 de abril de 1835, pela assembleia provincial paulista, em reação aos amplos poderes conferidos pelo Código de Processo Criminal de 1832 às câmaras municipais. Seguiram o exemplo paulista seis províncias do nordeste brasileiro (Alagoas, Ceará, Maranhão, Paraíba, Pernambuco e Sergipe).
Sob a vigente ordem constitucional, essa designação é dada ao funcionário público do Poder Executivo municipal, que exerce seu cargo em função de uma legislatura (mandato), sendo para tanto eleito a cada quatro anos, podendo ser reeleito por mais 4 anos (segundo mandato).
Funções
O poder executivo municipal chefia a administração e comanda os serviços públicos, tendo como comandante o prefeito.
A partir da constituição brasileira de 1934, o cargo de prefeito passou a ser o único, em todo o Brasil, ao qual estão atribuídas as funções de chefe do poder executivo do governo local, em simetria aos chefes dos executivos da União e do estado, portanto, em forma monocrática. Este texto quer dizer que deverá haver harmonia e integração de ação entre as esferas envolvidas sem a intervenção de uma na outra, exceto nos casos previstos na Constituição Federal.
Eleições
O prefeito é eleito por sufrágio universal, secreto, direto, em pleito simultâneo em todo o País, realizado a cada quatro anos, no primeiro domingo de outubro.
E trinta dias após tem lugar o segundo turno, se o eleito em primeiro lugar não atingir 50% dos votos válidos mais um voto, no caso de municípios com mais de duzentos mil eleitores.
Conforme a legislação eleitoral atual no Brasil para tornar-se elegível, exige-se uma série de requisitos;
- Possuir nacionalidade brasileira ou portuguesa (neste caso, o cidadão português deve se encontrar amparado pelo Estatuto de Igualdade entre Portugueses e Brasileiros),
- Título de eleitor em dia e estar em gozo pleno do exercício dos direitos políticos,
- Domicilio eleitoral na circunscrição na qual o candidato se apresenta,
- Filiação partidária,
- Ser alfabetizado (tópico invalidado pela atual constituição brasileira de 1988),
- Desincompatibilização de cargo público — Se ocupa um cargo público deve sair seis meses antes das eleições e voltar caso possa só após seis meses ao pleito eleitoral,
- Renúncia de outro mandado até seis meses antes do pleito e não ser parente afim ou consangüíneo, até segundo grau, ou cônjuge de titular de cargo eletivo; pode, entretanto, ser candidato à reeleição (artigo 14 da Constituição),
- Ter idade mínima de 21 anos.

| Nº | Nome                               | Imagem                                                                 | Partido                                          | Vice-prefeito                                                   | Início do mandato       | Fim do mandato                           | Observações |
| 1  | Constantino Dantas de Góis         |                                                                        | Partido Republicano Federal PRF                  | José Antônio Carneiro                                           | 9 de maio de 1893       | 2 de dezembro de 1904                    | Designado pelo segundo presidente da Paraíba por indicação do Coronel Manoel Dantas, de Teixeira. Em 1895 foi criado o cargo de prefeito municipal, tornando Constantino o primeiro prefeito de Patos. O cargo é extinto em 25 de outubro de 1900, porém, Constantino continua na administração municipal. |
| 2  | Sizenando Flórido de Souza         |                                                                        | Partido da Ação Nacional PAN                     | José Vieira Arcoverde                                           | 2 de dezembro de 1904   | 9 de fevereiro de 1907                   | Prefeito nomeado. |
| 3  | Sebastião Ferreira da Nóbrega      |                                                                        | Partido da Ação Nacional PAN                     | José Pedro Cabral                                               | 9 de fevereiro de 1907  | 2 de janeiro de 1913                     | |
| 4  | José Peregrino de Araújo Filho     |                                                                        | Partido Republicano Conservador PRC              | José Vieira Arcoverde (2 de janeiro de 1913-9 de março de 1929) | 2 de janeiro de 1913    | 9 de março de 1929                       | |
| 4  | José Peregrino de Araújo Filho     | Aristides Marques de Almeida (23 de agosto de 1918-7 de março de 1929) | Partido Republicano Conservador PRC              |                                                                 | 2 de janeiro de 1913    | 9 de março de 1929                       | |
| 5  | Fírmino Ayres Leite                |                                                                        | Partido Republicano Democrático PRD              | Manuel Canuto Torres                                            | 9 de março de 1928      | 20 de setembro de 1930                   | |
| 6  | Clóvis Sátyro e Sousa              |                                                                        | Partido Republicano Democrático PRD              |                                                                 | 20 de setembro de 1930  | 8 de março de 1931                       | |
| 7  | Adelgício Olintho de Mello e Silva |                                                                        | Partido Progressista PP                          |                                                                 | 8 de março de 1931      | 24 de dezembro de 1935                   | |
| 8  | Clóvis Sátyro e Souza              |                                                                        | Partido Progressista PP                          |                                                                 | 24 de dezembro de 1935  | 24 de agosto de 1940                     | Primeiro prefeito pelo voto direto. |
| 9  | Pedro da Veiga Torres              |                                                                        | Partido Republicano Libertador PRL               |                                                                 | 24 de agosto de 1940    | 2 de julho de 1944                       | Prefeito nomeado pelo Interventor federal do Estado. |
| 10 | Manoel Severiano de Sousa          |                                                                        | Partido Republicano Democrático PRD              |                                                                 | 2 de julho de 1944      | 6 de setembro de 1944                    | Prefeito nomeado pelo Interventor federal do Estado. |
| 11 | Bivar Olintho de Mello e Silva     |                                                                        | Partido Republicano Democrático PRD              |                                                                 | 13 de setembro de 1944  | 10 de novembro de 1944                   | Prefeito nomeado pelo Interventor federal do Estado. |
| 12 | Manoel Quinídio Sobral             |                                                                        | Partido Social Democrático PSD                   |                                                                 | 10 de novembro de 1945  | 19 de fevereiro de 1946                  | Prefeito nomeado pelo Interventor federal do Estado. |
| 13 | Oscar Medeiros Torres              |                                                                        | Partido Social Democrático PSD                   |                                                                 | 19 de fevereiro de 1946 | 10 de março de 1947                      | Prefeito nomeado pelo governador do Estado. |
| 14 | Milton Gomes Vieira                |                                                                        | União Democrática Nacional UDN                   |                                                                 | 10 de março de 1947     | 8 de novembro de 1947                    | Prefeito nomeado pelo governador do Estado. |
| 15 | Clóvis Sátyro e Souza              |                                                                        | União Democrática Nacional UDN                   | Walter Vieira Arcoverde                                         | 8 de novembro de 1947   | 30 de novembro de 1951                   | Primeiro prefeito constitucional do município, após a queda do Estado Novo. |
| 16 | Darcílio Wanderley da Nóbrega      |                                                                        | União Democrática Nacional UDN                   | Antônio de Sousa Gomes                                          | 30 de novembro de 1951  | 30 de novembro de 1955                   | |
| 17 | Nabor Wanderley da Nóbrega         |                                                                        | União Democrática Nacional UDN                   | Vicente Nogueira Batista                                        | 30 de novembro de 1955  | 30 de novembro de 1959                   | |
| 18 | Bivar Olyntho de Mello e Silva     |                                                                        | Partido Social Democrático PSD                   | Otávio Pires de Lacerda                                         | 30 de novembro de 1959  | 1º de fevereiro de 1963                  | Voltou a governar a cidade, depois da Era Vargas. Renunciou a Prefeitura em 1963, após ser convocado para ocupar uma vaga na Câmara dos Deputados e teve seu mandato concluído pelo vice-prefeito. |
| 19 | Otávio Pires de Lacerda            |                                                                        | Partido Social Democrático PSD                   |                                                                 | 1º de fevereiro de 1963 | 30 de novembro de 1963                   | Vice-prefeito assumindo o cargo de prefeito. |
| 20 | José Cavalcanti da Silva           |                                                                        | União Democrática Nacional UDN                   | Cícero Gonçalves (UDN)                                          | 30 de novembro de 1963  | 30 de janeiro de 1969                    | |
| 21 | Olavo Nóbrega de Souza             |                                                                        | Movimento Democrático Brasileiro MDB             | Severino Lustosa (MDB)                                          | 31 de janeiro de 1969   | 30 de janeiro de 1973                    | |
| 22 | Aderbal Martins de Medeiros        |                                                                        | Aliança Renovadora Nacional ARENA                | Apolônio Gonçalves de Lima (ARENA)                              | 31 de janeiro de 1973   | 30 de janeiro de 1977                    | |
| 23 | Edmilson Fernandes Mota            |                                                                        | Aliança Renovadora Nacional ARENA                | Gabriel Luiz Gomes (ARENA)                                      | 31 de janeiro de 1977   | 30 de janeiro de 1983                    | |
| 24 | Rivaldo Medeiros da Nóbrega        |                                                                        | Movimento Democrático Brasileiro MDB             | Virgílio Trindade Monteiro (MDB)                                | 31 de janeiro de 1983   | 31 de dezembro de 1988                   | |
| 25 | Geralda Freire de Medeiros         |                                                                        | Partido Liberal PL                               | Geraldo Palmeira                                                | 1º de janeiro de 1989   | 31 de dezembro de 1992                   | Primeira mulher à frente do executivo patoense, esposa do ex-prefeito Rivaldo Medeiros. |
| 26 | Antônio Ivânio Ramalho de Lacerda  |                                                                        | Partido do Movimento Democrático Brasileiro PMDB | Francisca Gomes Araújo Motta (PMDB)                             | 1º de janeiro de 1993   | 31 de dezembro de 1996                   | Prefeito eleito. |
| 27 | Dinaldo Medeiros Wanderley         |                                                                        | Partido da Frente Liberal PFL                    | Elizabeth Sátiro (PFL)                                          | 1º de janeiro de 1997   | 31 de dezembro de 2004                   | Primeiro Prefeito reeleito para um segundo mandato consecutivo. |
| 28 | Nabor Wanderley da Nóbrega Filho   |                                                                        | Partido do Movimento Democrático Brasileiro PMDB | Antônio Ivânio Ramalho de Lacerda (PMDB)                        | 1º de janeiro de 2005   | 31 de dezembro de 2012                   | Filho do ex-prefeito Nabor Wanderley, reeleito para um segundo mandato consecutivo. |
| 29 | Francisca Gomes Araújo Motta       |                                                                        | Partido do Movimento Democrático Brasileiro PMDB | Lenildo Dias de Morais (PT)                                     | 1º de janeiro de 2013   | 31 de dezembro de 2016                   | Segunda mulher à frente do executivo patoense, ex-sogra do ex-prefeito Nabor Wanderley Filho e cunhada do ex-prefeito Edmilson Motta. |
| 30 | Dinaldo Medeiros Wanderley Filho   |                                                                        | Partido da Social Democracia Brasileira PSDB     | Bonifácio Rocha de Medeiros (PPS)                               | 1º de janeiro de 2017   | 14 de agosto de 2018                     | Filho do ex-prefeito Dinaldo Wanderley. Foi deputado estadual (2015-2016). |
| —  | Bonifácio Rocha de Medeiros        |                                                                        | Partido Popular Socialista PPS                   | —                                                               | 1º de janeiro de 2017   | 5 de abril de 2019                       | Vice-prefeito eleito. Prefeito interino de 13 de março de 2017 até 30 de março de 2017, devido a licença de Dinaldinho. Assumiu novamente a interinidade em 15 de agosto de 2018, depois do afastamento do prefeito Dinaldinho por determinação da Justiça, mas pediu renúncia do cargo.                   |
| —  | Francisco de Sales Mendes Júnior   |                                                                        | Partido Republicano Brasileiro PRB               | —                                                               | 5 de abril de 2019      | 20 de agosto de 2019                     | Vereador e presidente da Câmara Municipal de Patos. Assumiu interinamente em 5 de abril de 2019, após a renúncia de Bonifácio Rocha, mas também pediu renúncia do cargo de prefeito, deixando automaticamente a presidência da Câmara.                                                                     |
| —  | Jonas Guedes de Lima               |                                                                        | Sem partido                                      | —                                                               | 20 de agosto de 2019    | 23 de agosto de 2019                     | Procurador geral do município e secretário municipal de Finanças. Com a renúncia de Sales Júnior, respondeu temporariamente pela Prefeitura até a convocação de uma nova eleição para presidente da Câmara.                                                                                                |
| —  | Antonio Ivanes de Lacerda          |                                                                        | Movimento Democrático Brasileiro MDB             |                                                                 | 23 de agosto de 2019    | 31 de dezembro de 2020                   | Vereador eleito presidente da Câmara Municipal de Patos e que automaticamente assumiu o cargo de prefeito interino. |
| 31 | Nabor Wanderley da Nóbrega Filho   |                                                                        | Republicanos REP                                 | Prof° Jacob Silva Souto (REDE)                                  | 1º de janeiro de 2021   | 31 de dezembro de 2024                   | Filho do ex-prefeito Nabor Wanderley, eleito para um terceiro mandato nas eleições de 2020. |
| 31 | Nabor Wanderley da Nóbrega Filho   | 1° de janeiro de 2025                                                  | Republicanos REP                                 | Prof° Jacob Silva Souto (REDE)                                  | Atualidade              | Prefeito reeleito em sufrágio universal. | |